# Leo Castelli
Pour les articles homonymes, voir Castelli.
Ne pas confondre avec Léo Castelli, personnage de la série télévisée Plus belle la vie.
Leo Castelli, né Leo Krauss le 4 septembre 1907 à Trieste (alors partie de l'Empire austro-hongrois) et mort le 21 août 1999 à New York (États-Unis), est un marchand d'art, un galeriste américain et l'un des plus importants promoteurs de l'expressionnisme abstrait américain, l'acteur essentiel dans l'avènement de l'art américain.

## Biographie

### Enfance et formation
Il est le fils du banquier à la Kreditandstalt, Ernest Kraus d’origine hongrois, émigré juif austro-hongrois et de Bianca Castelli, fille d'un négociant en café de Trieste. Il a deux frère et sœur, Silvia et Giorgio.
En 1914, lorsque la Première Guerre mondiale éclate, la famille Kraus s'installe à Vienne (Autriche), où Leo poursuit ses études. La famille Kraus retourne à Trieste à la fin de la guerre, en 1918. « Avec la chute de l'Empire austro-hongrois, Trieste adopte sa nouvelle identité italienne. Motivé par ce changement, Ernest décide d'adopter le nom de jeune fille à consonance plus italienne de sa femme, Castelli, que ses enfants adoptent également ». Ernest est nommé directeur de la Banca Commerciale Italiana, ce qui permet au couple Castelli de cultiver un style de vie cosmopolite et festif accompagné d'un éventail de personnalités de tout bord. « Leo développe une passion pour la littérature moderne et perfectionne sa maîtrise de l'allemand, du français, de l'italien et de l'anglais ».
La famille Castelli émigre à Paris (France) dans les années 1930, après l'instauration des lois raciales fascistes promulguées en Italie – et à Trieste en particulier, où réside l'une des plus importantes communautés juives de la péninsule.
Leo obtient son diplôme de droit à l'Université de Milan en 1932, et devient agent d'assurance à Bucarest (Roumanie). Il s'y lie d'amitié notamment avec un homme d'affaires dont il épouse en 1933, la plus jeune fille, Ileana. L'année suivante, le jeune couple s'installe à Paris où Leo trouve un emploi à la succursale parisienne de la Banque d'Italie et se lie d'amitié avec le décorateur d'intérieur René Drouin.

### Parcours
Leo Castelli et son épouse, Ileana, ouvrent avec René Drouin en juillet 1939 la galerie Drouin, place Vendôme. Ils y exposent immédiatement des peintures, des photographies ou des meubles d'artistes surréalistes, dont Leonor Fini, Augène Berman, Meret Oppenheim, Max Ernst et Salvador Dali, qui emporte son succès ; par la suite, ils exposent notamment Jean Dubuffet et Jean Fautrier.
Castelli, son épouse et leur fille de trois ans, Nina, doivent fuir une nouvelle fois le nazisme après la défaite française de 1940 et s'installent au début de la Seconde Guerre mondiale d'abord à Cannes puis sont contraints de trouver plus de sécurité en allant à New York.
« Après un an de déplacements dans la ville, la famille s'installa définitivement au 4 East 77 Street, dans une maison de ville que Mihail avait achetée. Neuf mois après son arrivée à New York, en décembre 1943, Leo se porta volontaire pour l'armée américaine, accélérant ainsi sa naturalisation en tant que citoyen américain ». Polyglotte, il travaille comme interprète pendant la guerre, pour l'Office of Strategic Services (OSS), précurseur de la CIA, jusqu'en 1946,.
En congé militaire en 1945, Castelli retrouve à Paris son ami René Drouin  et les deux renouent leur partenariat, « Leo agissant comme représentant à New York de la galerie Drouin ». Il noue des relations avec certaines des personnalités influentes du monde de l'art new-yorkais, dont Peggy Guggenhiem, Sydney Janis, Willem De Kooning et Jackson Pollock.
À la même époque et par la suite, il joue un rôle essentiel dans les plans des dirigeants de la CIA de présenter les artistes américains comme la réelle avant-garde artistique et la nouvelle référence culturelle de l'après-guerre. Les liens qu'il entretient, d'une part, avec la direction du Museum of Modern Art (MoMA) et, de l'autre, les réseaux que sont fondations, musées, universités, mécènes et associations animés par l'argent de la CIA permettent de créer « un système inédit de consécration de l'art » et une nouvelle fabrication de la valeur financière des œuvres.
À la fin des années 1940, Castelli resserre ses liens avec le marchand d'art Sydney Janis. « En 1948, Janis ouvre sa galerie à New York et invite Leo en 1950 à organiser une exposition d'artistes contemporains français et américains. L'exposition établit un lien significatif entre la vénérable tradition du modernisme européen et les artistes émergents de la New York School. Peu de temps après, en 1951, ces mêmes artistes de la New York School demandent à Leo d'organiser la (en)Ninth Street Show, une exposition révolutionnaire (qui) contribue à faire de l'expressionnisme abstrait le mouvement artistique prééminent de l'après-guerre ».
Leo Castelli ouvre sa propre galerie d'art moderne en 1957 sur Lexington Avenue à New York. Il visite pour la première fois les studios de Robert Rauschenberg et Jasper Johns, et l'année suivante, leur offre des expositions personnes. Il expose également des artistes européens fondateurs de l'abstraction comme Vassily Kandinsky, puis rapidement des artistes américains de l'expressionnisme abstrait tels que Jackson Pollock, Willem de Kooning, Robert Rauschenberg, Jasper Johns et Cy Twombly. Ses expositions étant largement saluées par la critique, la réputation de Castelli se renforce en tant que marchand et arbitre d'un nouveau et important mouvement artistique.
Il expose aussi, en avril 1961, le Français Yves Klein. En 1964, Rauschenberg, soutenu essentiellement par Leo Castelli à New York et par son ex-épouse Ileana Sonnabend à Paris, qui obtient du MoMA l'achat d'une de ses œuvres avant sa première exposition,, est récompensé à la Biennale de Venise par le grand prix de peinture, devenant ainsi le premier Américain à obtenir une telle récompense internationale, une victoire pour Castelli ; la perception du monde de l'art change à cette date.
Dans les années 1960 et 1970, Leo Castelli joue un rôle formateur dans le lancement de la carrière des artistes les plus prestigieux du XXe siècle et donc du pop art, en exposant Frank Stella, Lee Bontecou, James Rosenquist, Roy Lichtenstein, Andy Warhol, Robert Morris, Donald Judd, Claes Oldenberg, Cy Twombly, Robert Morris et Dan Flavin. Il fera également la promotion de l'art contemporain à partir des années 1980, exposant les plus grands noms actuels comme Richard Serra, Bruce Nauman, Joseph Kosuth, Toshimitsu Imaï ou Lawrence Weiner. Il organise aussi durant cette période les premières expositions à New York d'artistes français tels que Emilio Mortini, Sophie Calle, Jean-Charles Blais, Gérard Garouste, Bertrand Lavier[réf. nécessaire].
À travers toute sa carrière, Castelli « assure, à la manière européenne, son soutien financier aux artistes qu’il héroïse... Il mobilise les réseaux culturels, médiatiques et mondains dont il est devenu familier ». Il œuvre en repérant, cultivant et définissant la succession accélérée des mouvements artistiques : pop art, minimalisme, art conceptuel ou post-minimalisme.

## Postérité
Marié de 1931 à 1959 à Ileana Sonnabend (1914-2007), ils ont une fille, Nina Sundell. Son épouse galeriste découvre avec lui certains des plus grands artistes du XXe siècle. Leo Castelli demeure l'un des plus grands promoteurs privés américains d'art moderne et de pop art et l'un des plus grands marchands d'art du XXe siècle.
Pour le poète et écrivain Marcelin Pleynet, « Leo Castelli, c’est l’homme qui a fait le marché américain et le marché mondial de l’art contemporain... c’est un émigré qui a bouleversé New-York, un stratège qui a du goût et qui a repéré des peintres de talent tels que Robert Rauschenberg, Cy Twombly ou Jasper Johns ».
Selon sa biographe Annie Cohen-Solal, Castelli « personnage érudit et affable... révolutionne le statut de l’artiste, assurant à l’art américain de son époque une absolue hégémonie ».
Anne Cauquelin le présente comme une des figures importantes des débuts de l'art contemporain, utilisant quatre principes pour atteindre le succès : la récupération et la transmission d'une information abondante, l'émergence d'un consensus critique par entente entre acteurs du marché de l'art, l'accroissement de son prestige par de nouvelles présentations d'artistes et enfin l'internationalisation de ses réseaux.
En 2023, La Gallery 297  , lui rend un hommage lors de la Castelli art Memories[réf. nécessaire]. La Gallery297 est basée à Miami, en Floride.[réf. nécessaire]